# Rick Rosas
Rick Rosas (Los Ángeles, California, 10 de septiembre de 1949 - ibídem, 6 de noviembre de 2014), conocido como Rick the Bass Player, fue un músico estadounidense y uno de los músicos de sesión más solicitados de Los Ángeles. Al respecto, tocó con una larga lista de músicos que incluyó, entre otros, a Neil Young, Joe Walsh, Crosby, Stills & Nash, Jerry Lee Lewis, Johnny Rivers, Ron Wood, Etta James y Buffalo Springfield. Trabajó también en la película de Jonathan Demme Ricki and the Flash.

## Biografía
Rosas nació en Los Ángeles, California, hijo de Anne y Bob Rosas, oriundos de Tempe, Arizona. Creció en el este de la ciudad escuchando músicos como Elvis Presley, The Everly Brothers y viendo música country swing de Spade Cooley en televisión. Su primera banda fue Mark & The Escorts, una banda integrada por Rosas, Mark Guerrero y Ernie Hernández que llegó a grabar un álbum para A&M Records a comienzos de la década de 1970.
A mediados de la década de 1980, conoció a Joe Walsh a través del batería Joe Vitale, y tocó en el álbum de Walsh The Confessor. Rosas también se unió a Walsh como miembro de Creatures of America, que también incluyó a Waddy Wachtel en la guitarra y a Richard Harvey en la batería. También salió de gira el mismo año con Dan Fogelberg. 
Como miembro de la banda de Walsh, Rick conoció a Neil Young durante la tercera edición del Farm Aid. Young quedó impresionado con la habilidad musical del bajista y con su forma de hablar suave y relajada, y lo invitó a unirse a su nueva banda, The Bluenotes. Con esta banda, Young grabó This Note's for You. Rosas apareció en el video del tema «This Note's for You» que fue inicialmente prohibido por la MTV. Cuando la canción obtuvo un mayor éxito en otras cadenas, MTV dio marcha atrás y puso el video en rotación. «This Note's for You» ganó el MTV Video Award al mejor video del año en 1989.
Tras la disolución de The Bluenotes, Young mantuvo a Rosas en el grupo que grabó el EP Eldorado, publicado solo en Japón y Australia para coincidir con la gira Far East Tour a comienzos de 1989. El mismo año participó en la grabación de «Rockin' in the Free World», publicada en el álbum Freedom.
Rosas se reunió con Walsh en 1989 para una grabación de MTV Unplugged y tocó en los álbumes Ordinary Average Guy y Songs for a Dying Planet. Young invitó a Rosas a tocar nuevamente en su disco Prairie Wind en 2005. También apareció en el documental filmado en el Grand Ole Opry de Nashville y publicado en Neil Young: Heart of Gold. Un año después, tocó en el álbum Living with War y en la subsiguiente gira Freedom of Speech con Crosby, Stills & Nash. La gira fue recogida en el documental CSNY/Déjà Vu.
Rosas tocó en el siguiente disco de Young, Chrome Dreams II, en el que se publicó un descarte de The Bluenotes, «Ordinary People», grabado en 1988. También proporcionó coros en «Dirty Old Man» y tocó en la siguiente gira en América, Europa y Asia durante casi tres años. Durante la gira, Rosas participó en la grabación de otro álbum de Young, Fork in the Road, publicado en 2009.
En 2010, Young invitó a Rosas a participar en la reunió de Buffalo Springfield en el Bridge School Benefit. Junto a Joe Vitale, se unió a los tres miembros originales del grupo, Young, Stephen Stills y Richie Furay. El concierto fue seguido de una gira corta, con seis conciertos en Oakland, Los Ángeles, Santa Bárbara y el festival de Boonaroo, aunque una gira posterior fue cancelada. También tocó con Pegi Young en su grupo The Survivors y participó en la grabación de sus cuatro primeros álbumes. Durante una gira con Pegi, Young llamó a Rosas para suplir al bajista Billy Talbot de Crazy Horse, quien había sufrido un derrame cerebral leve unas semanas ante del comienzo de la gira europea de 2014. Rosas se convirtió en el único bajista que tocó con Buffalo Springfield, Crosby, Stills, Nash & Young y Crazy Horse.
El 6 de noviembre de 2014, Rosas falleció en Los Ángeles (California) a los 65 años debido a una enfermedad pulmonar.

## Discografía
Con Joe Walsh
- 1985 The Confessor
- 1986 Jazzvisions
- 1987 Got Any Gum?
- 1991 Ordinary Average Guy
- 1992 Songs for a Dying Planet
- 2012 Analog Man

Con Neil Young
- 1988 This Note's for You
- 1989 Eldorado
- 1989 Freedom
- 2005 Prairie Wind
- 2006 Living with War
- 2007 Chrome Dreams II
- 2008 Déjà Vu Live
- 2009 Fork in the Road

Con Pegi Young
- 2007 Pegi Young
- 2010 Foul Deeds
- 2011 Bracing for Impact
- 2014 Lonely in a Crowded Room

Con Johnny Rivers
- 1998 Last Train to Memphis
- 2001 Back at the Whisky
- 2004 Reinvention Highway

Con Jerry Lee Lewis
- 2010 Mean Old Man

Con Ron Wood
- 2010  I Feel Like Playing

## Filmografía
- 2006: Heart of Gold
- 2008: CSNY Déjà Vu
- 2010: Neil Young Trunk Show
- 2015: Ricki and the Flash